# وينديل ميتشيل لاتيمر
وينديل ميتشيل لاتيمر (بالإنجليزية: Wendell Mitchell Latimer) هو كيميائي أمريكي، ولد في 22 أبريل 1893 في غارنيت في الولايات المتحدة، وتوفي في 6 يوليو 1955.